# 1902–1903-as svájci labdarúgó-bajnokság (első osztály)
Az 1902–1903-as Swiss Serie A volt a 6. alkalommal megrendezett, legmagasabb szintű labdarúgó-bajnokság Svájcban.
A címvédő a Zürich volt. A bajnokságot a Young Boys csapata nyerte.

## Keleti csoport
| Hely. | Csapat                | M  | Gy | D | V | G+ | G– | Gk  | P  | Továbbjutás vagy kiesés |
| ----- | --------------------- | -- | -- | - | - | -- | -- | --- | -- | ----------------------- |
| 1.    | Zürich                | 10 | 8  | 1 | 1 | 37 | 9  | +28 | 17 | Továbbjutó              |
| 2.    | Vereinigte St. Gallen | 9  | 6  | 2 | 1 | 22 | 6  | +16 | 14 |                         |
| 3.    | Grasshoppers          | 9  | 5  | 0 | 4 | 26 | 19 | +7  | 10 |                         |
| 4.    | Blue Stars St. Gallen | 9  | 3  | 1 | 5 | 24 | 25 | −1  | 7  |                         |
| 5.    | International Zürich  | 9  | 1  | 0 | 8 | 9  | 52 | −43 | 2  |                         |
| 6.    | Winterthur            | 6  | 1  | 0 | 5 | 7  | 14 | −7  | 2  |                         |

## Központi csoport
| Hely. | Csapat          | M | Gy | D | V | G+ | G– | Gk  | P  | Továbbjutás vagy kiesés |
| ----- | --------------- | - | -- | - | - | -- | -- | --- | -- | ----------------------- |
| 1.    | Young Boys Bern | 7 | 6  | 0 | 1 | 29 | 5  | +24 | 12 | Továbbjutó              |
| 2.    | Old Boys Basel  | 7 | 5  | 1 | 1 | 16 | 7  | +9  | 11 |                         |
| 3.    | Basel           | 8 | 3  | 0 | 5 | 13 | 20 | −7  | 6  |                         |
| 4.    | Bern            | 4 | 0  | 0 | 4 | 1  | 29 | −28 | 0  |                         |
| 5.    | Fortuna Basel   | 5 | 1  | 0 | 4 | 3  | 18 | −15 | 2  | Diszkvalifikált         |

- A Fortuna Basel az Old Boys elleni meccsen történt incidens után diszkvalifikált

## Nyugati csoport
| Hely. | Csapat            | M | Gy | D | V | G+ | G– | Gk | P | Továbbjutás vagy kiesés |
| ----- | ----------------- | - | -- | - | - | -- | -- | -- | - | ----------------------- |
| 1.    | Neuchâtel         | 6 | 4  | 0 | 2 | 17 | 8  | +9 | 8 | Továbbjutó              |
| 2.    | La Chaux-de-Fonds | 6 | 2  | 1 | 3 | 14 | 12 | +2 | 5 |                         |
| 3.    | Lausanne Sports   | 6 | 2  | 1 | 3 | 8  | 12 | −4 | 5 |                         |
| 4.    | Servette Genf     | 6 | 2  | 0 | 4 | 9  | 16 | −7 | 4 |                         |

## Döntő
| Hely. | Csapat          | M | Gy | D | V | G+ | G– | Gk | P | Továbbjutás vagy kiesés |
| ----- | --------------- | - | -- | - | - | -- | -- | -- | - | ----------------------- |
| 1.    | Young Boys Bern | 2 | 2  | 0 | 0 | 8  | 1  | +7 | 4 | Bajnok                  |
| 2.    | Zürich          | 1 | 0  | 0 | 1 | 1  | 3  | −2 | 0 |                         |
| 3.    | Neuchâtel       | 1 | 0  | 0 | 1 | 0  | 5  | −5 | 0 |                         |

| 1. csapat         | Eredmény | 2. csapat |
| ----------------- | -------- | --------- |
| 1903. március 22. |          |           |
| Young Boys        | 3–1      | Zürich    |
| 1903. március 29. |          |           |
| Young Boys        | 5–0      | Neuchâtel |

A Young Boys szerezte meg a bajnoki címet.